# Nordkinesiska hungersnöden 1876-1879

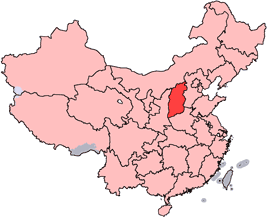
Shanxi-provinsens läge i Kina, där hungersnöden drabbade befolkningen hårdast.

Den Nordkinesiska hungersnöden 1876-1879 var en hungersnöd som inträffade i Kina under den sena Qingdynastin. I Kina var svälten känd som den otroliga hungersnöden under dingwu-året (Dīngwù qíhuāng (丁戊奇荒).
Norra Kina drabbades under 1875 av en kraftig torka påverkad av El Niño, som även lett till torka i Indien, södra Afrika och nordöstra Brasilien. Provinserna  Shaanxi, Shanxi, Zhili, Henan, och Shandong drabbades av den efterföljande hungersnöden, som sammanlagt uppskattas ha skördat mellan 9 och 13 miljoner människoliv. Utöver den årslånga torkan påverkades situationen i landet negativt av den sönderfallande politiska situationen under den sena Qingdynastin.
Värst drabbades Shanxi-provinsen, som förlorade 5,5 miljoner eller en tredjedel av sin befolkning under hungersnöden. I vissa härader avled 80 procent av befolkningen. Shanxi hade bara några decennier tidigare varit en rik provins som berikats av karavanhandeln med Ryssland samt haft en betydande salt- och gruvindustri, vilket gjort att provinsen importerat en stor del av sina livsmedel från ikringliggande provinser. På grund av den ödeläggelse som följde i Taipingupprorets kölvatten förstördes många av de traditionella transportlederna, vilket försvårade hjälparbetet.
Svältkatastrofen fick stor internationell uppmärksamhet och utländska filantroper i Shanghai grundade Committee of the China Famine Relief Fund för att försöka organisera det internationella hjälparbetet.